# Take My Breath Away (album)
Cet article concerne l'album de Gui Boratto. Pour la chanson du film Top Gun, voir Take My Breath Away.
Albums de Gui Boratto
Chromophobia
(2007) III
(2011)
Take My Breath Away est le deuxième album de Gui Boratto, sorti en mars 2009 sur le label allemand Kompakt.

## Liste des morceaux
| No  | Titre               | Durée |
| --- | ------------------- | ----- |
| 1.  | Take My Breath Away | 6:45  |
| 2.  | Atomic Soda         | 8:49  |
| 3.  | Colors              | 4:01  |
| 4.  | Opus 17             | 7:00  |
| 5.  | No Turning Back     | 7:45  |
| 6.  | Azurra              | 5:00  |
| 7.  | Les Enfants         | 4:05  |
| 8.  | Besides             | 4:18  |
| 9.  | Ballroom            | 9:08  |
| 10. | Eggplant            | 6:50  |
| 11. | Godet               | 4:13  |